# Plottigat
Plottigat, soprannominato anche Plotty, è un personaggio dei fumetti Disney creato da Romano Scarpa nella storia Topolino e il Pippo-Lupo del 1977. Nelle traduzioni americane delle storie viene ribattezzato Portis.
Cugino e complice di Pietro Gambadilegno, è egli stesso un gatto, dalla corporatura imponente simile a quella di Basettoni e Manetta ma meno in carne. Il suo fisico da lottatore contrasta con il camice da scienziato con cui viene usualmente raffigurato; il personaggio infatti è stato introdotto per dare un sostegno "tecnologico" ai piani più arditi dell'arcinemico di Topolino, a cui fornisce di volta in volta gadget fantascientifici e ispirati ai macchinari delle saghe di 007 e consimili. Nella prima storia in cui appare trasforma Pippo in un uomo lupo con una pozione per i suoi loschi scopi: infatti il "Pippo mannaro" rapisce i gatti di Topolinia e li porta a Plottigat, che ha intenzione di trasformarli con mezzi chimici in modo da spacciare le loro pellicce per quelle di animali pregiati quali visoni e zibellini. Alla fine però Topolino e Bruto, il figlio di Gancio il Dritto, sventano il piano.
Nel numero 3094 di Topolino, del marzo 2015, Plottigat è stato utilizzato per interpretare Billy Bones nella parodia de L'isola del tesoro di Stefano Turconi e Teresa Radice, prendendo il nome di Plotty Bones, pirata con un particolare sogno nel cassetto: diventare alpinista e scalare il Monte Bianco.